# Wanted (Bow Wow)
Wanted è il quarto album in studio del rapper statunitense Bow Wow, pubblicato nel 2005.

## Tracce
1. Do You – 3:32
2. Big Dreams – 3:34
3. Let Me Hold You (feat. Omarion) – 4:10
4. Fresh Azimiz (feat. Jermaine Dupri & J-Kwon) – 4:32
5. Caviar (feat. Snoop Dogg) – 3:44
6. Like You (feat. Ciara) – 3:27
7. B.O.W. – 3:35
8. Go – 4:24
9. Do What It Do (feat. Jermaine Dupri) – 3:06
10. Is That You (P.Y.T.) – 3:57
11. Mo Money (feat. T. Waters) – 9:08

## Classifiche
| Classifica (2005) | Posizione raggiunta |
| ----------------- | ------------------- |
| Stati Uniti       | 3                   |